# Белобровая кустарниковая танагра
Белобровая кустарниковая танагра (лат. Chlorospingus pileatus) — вид птиц из семейства Passerellidae.
Птицы обитают в субтропических и тропических горных влажных и сильно деградированных лесах и горных кустарниковых зарослях, на высоте 1500—3000 метров над уровнем моря, от центральной Коста-Рики южнее до Бару (западная Панама).

## Описание
Длина тела около 14 см, крыла — 7 см и хвоста — 5 см; масса около 18 грамм.
У взрослой особи черноватая голова с белой надбровной дугой и серым горлом. У представителей данного вида верхняя часть тела оливкового цвета, а нижняя часть - жёлтого, цвет которой переходит в белый на брюхе. Неполовозрелые особи имеют более коричневую голову и более тусклую надбровную дугу с оливковым оттенком.

## Образ жизни
Белобровые танагры встречаются небольшими группами или в составе смешанной группы кормящихся птиц . Этот вид питается насекомыми, пауками и мелкими фруктами.

## Размножение
Громоздкое чашевидное гнездо белобровые кустарниковые танагры строят на берегу, в густом кустарнике на высоте до 11 м на дереве. Нормальная кладка состоит из двух розово-коричневых яиц с белыми отметинами.